# 吉野岩畄吉
吉野岩 畄吉（よしのいわ とめきち、1906年3月8日 - 1954年1月30日）は、徳島県那賀郡見能林村（現在の阿南市）出身で出羽海部屋に所属した元大相撲力士。本名は高島 留吉（たかしま とめきち）。最高位は西前頭5枚目（1933年5月場所）。身長173cm。体重82kg。

## 来歴
土地相撲で大関を務めていたことがきっかけで、幕下付出で初土俵を踏む。しかし負け越して翌場では序二段に降下する。その後着実に昇進し、1931年5月場所に十両に昇進するがすぐに陥落、1932年1月場所は幕下で迎えた。しかし、春秋園事件で出羽海部屋の関取のほとんどが脱退、穴埋めとして1932年2月場所の番付では十両に返り咲き、それをきっかけにして1933年1月場所で幕内昇進を果たした。幕内は連続5場所在位し、十両に落ちた1935年5月場所限りで廃業した。
廃業後は漁業に従事していたが、海難事故に遭い47歳で死去した。

## 略歴
- 1926年1月 出羽海部屋（師匠:元小結両國梶之助）から幕下で初土俵を踏む。
- 1931年5月 新十両。
- 1933年1月 新入幕。
- 1935年5月 引退。

## 主な成績
- 幕内戦績:22勝33敗（5場所）

## 幕内対戦成績
| 力士名 | 勝数 | 負数 | 力士名 | 勝数 | 負数 | 力士名 | 勝数 | 負数 | 力士名   | 勝数 | 負数 |
| ------ | ---- | ---- | ------ | ---- | ---- | ------ | ---- | ---- | -------- | ---- | ---- |
| 旭川   | 0    | 2    | 射水川 | 1(1) | 1    | 岩城山 | 0    | 1    | 大潮     | 1    | 2    |
| 大浪   | 0    | 3    | 大八洲 | 0    | 1    | 海光山 | 1    | 1    | 加古川   | 0    | 2    |
| 桂川   | 1    | 1    | 金湊   | 1    | 0    | 錦華山 | 1    | 0    | 古賀ノ浦 | 0    | 1    |
| 越ノ海 | 1    | 2    | 寳川   | 2    | 0    | 太刀若 | 1    | 1    | 楯甲     | 0    | 1    |
| 太郎山 | 3    | 1    | 筑波嶺 | 1    | 2    | 土州山 | 2    | 3    | 巴潟     | 1    | 2    |
| 幡瀬川 | 0    | 1    | 番神山 | 0    | 2    | 双葉山 | 0    | 1    | 松前山   | 0    | 2    |
| 吉野山 | 1    | 0    | 雷山   | 1    | 0    | 若瀬川 | 1    | 0    | 若葉山   | 1    | 0    |

## 四股名変遷
- 吉ノ石 留吉（よしのいわ とめきち）1926年1月場所 - 1932年10月場所
- 吉野岩 畄吉（よしのいわ とめきち）1933年1月場所 - 1935年5月場所